# تزوونچدو
تزوونچدو (به ایتالیایی: Zovencedo) یک کومونه در ایتالیا است که در استان ویچنزا واقع شده‌است. تزوونچدو ۹ کیلومتر مربع مساحت و ۸۵۸ نفر جمعیت دارد.